# Skip Ltd.
skip Ltd. är ett japanskt företag som utvecklar spel. Företaget arbetar närma med Nintendo och är bland annat kända för att ha utvecklat spelserien bit Generations till Game Boy Advance.